# Dorsa Brevia
I Dorsa Brevia sono una struttura geologica della superficie di Marte.